# دار سطور للنشر والتوزيع
دار سطور للنشر والتوزيع وهي دار نشر عراقية تأسست عام 2011، من قبل مديرها ستار محسن علي، تهتم الدار بكتب الروايات والقصص، وتضمّ قائمة من الكتّاب المعاصرين العرب والإنجليز والفرنسيين. تشارك في العديد من معارض الكتب محليًا ودولياً.